# Couvent Sainte-Monique de Naples

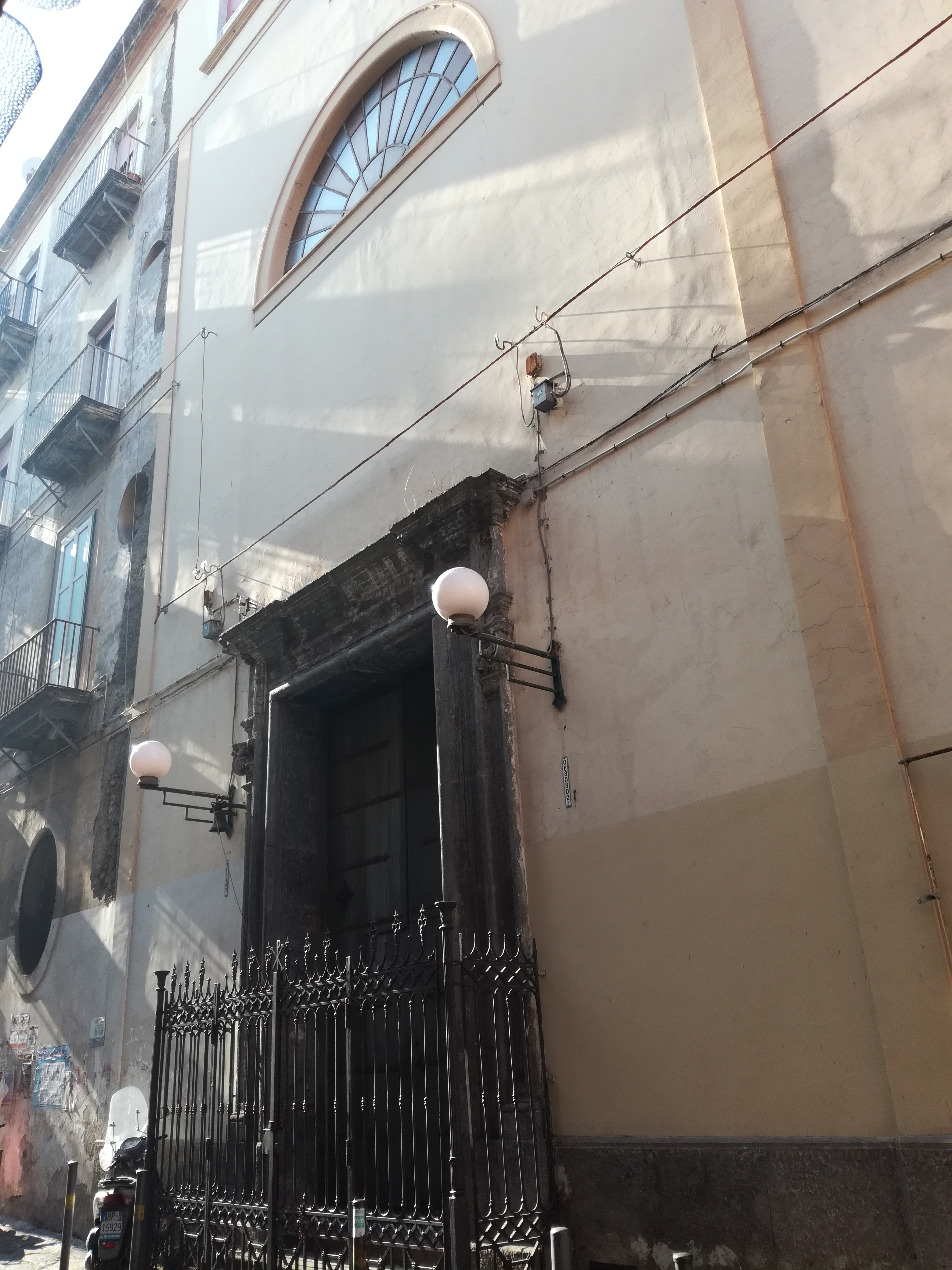
Portail de l'église.

Le couvent Sainte-Monique (italien : complesso di Santa Monica) est un couvent fondé par les augustines, situé à Naples, dans la rue qui porte son nom. Il est placé sous le vocable de sainte Monique, mère de saint Augustin.

## Histoire et description

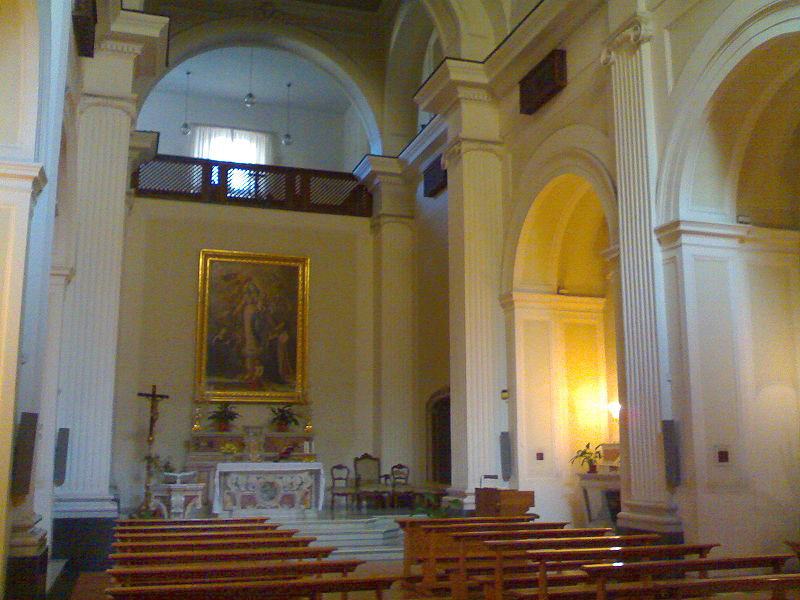
Intérieur de l'église.

Le couvent remonte à 1646 et s'impose comme l'un des couvents féminins les plus importants de la Contre-Réforme dans le royaume de Naples. Il appartient aux augustines qui en sont momentanément expulsées pendant la période de l'administration française du début du XIXe siècle.
Les archives nombreuses du couvent sont aujourd'hui conservées aux Archives d'État de Naples et aux Archives diocésaines.
L'église conventuelle est de plan rectangulaire avec des chapelles latérales. Elle possède un maître-autel de marbres polychromes surmonté d'un tableau attribué à Nicola Malinconico représentant La Vierge à l'Enfant entourée de saints.
L'extérieur fort simple présente un portail de piperno. Le couvent, dont une partie des locaux a été cédée au fil des années, est aujourd'hui géré par une congrégation enseignante qui y a ouvert une école élémentaire.

## Source de la traduction
- (it) Cet article est partiellement ou en totalité issu de l’article de Wikipédia en italien intitulé « Complesso di Santa Monica » (voir la liste des auteurs).